# Walter Balloch Stuart
Walter Balloch ou Bailloch Stuart (mort vers 1293/1294) cadet de la maison Stuart qui fut comte de Menteith de jure uxoris de 1259/1260 à sa mort.

## Biographie
Walter Bulloch Stewart est le fils cadet de Walter Stuart 3e Stewart ou Grand Sénéchal. Son surnom provient du gaëlique ballach, c'est-à-dire aux « taches de rousseur ». Il épouse Marie fille putative du comte de Menteith Murdoch (Maurice) l'Ainé selon G.W.S. Barrow, ou peut-être la fille de Murdoch II le Jeune
Murdoch Ier contrôle le comté de Menteith jusqu'en 1213, quand il le résigne entre les mains du roi Guillaume le Lion, qui en investit Murdoch le Jeune, frère cadet du précédent comte. Dans la décennie 1230 le comté est dévolu à la fille de Murdoch II, Isabelle qui épouse Walter Comyn, reconnu comte de jure uxoris. Après la mort de Walter Comyn sans héritier en 1258 sa veuve la comtesse Isabelle et son second époux un chevalier anglais nommé John Russel sont accusés par les parents et amis du défunt de l'avoir empoissonné. Isabelle pour obtenir sa libération, est privée de son comté, qui est dévolu par le roi Alexandre III d'Écosse à Marie et à Walter Bulloch . 
Pendant la décennie suivante le nouveau comte de Menteith mène des opérations pour le compte du roi contre les magnats de l'ouest du royaume particulièrement contre Murchadh MacSween qu'il expulse avec son clan du Knapdale et qui est contraint de devenir mercenaire en Irlande où il achève sa vie peu après. À la fin de son règne le roi Alexandre III l'oblige à résigner en faveur de John II Comyn seigneur de Badenoch et neveu de Walter Comyn une partie de ses domaines du Menteith qui étaient toujours revendiqués par la famille Comyn . En septembre 1286 Walter Balloch est mentionné avec ses voisins, James Stewart et Robert Bruce comte de Carrick dans l'accord d'aide mutuel contracté au château  de Turnberry entre Angus Mór MacDonald et deux magnats anglo-irlandais, Richard de Bourg, comte d'Ulster, et Thomas de Clare 
Le comte Walter est le premier membre de sa famille à adopter le surnom de « Stewart » (latin : senescallus), bien qu'il ne détienne pas lui-même cet office. Après lui il devient normal pour ses jeunes fils et leurs descendants d'utiliser ce nom. Walter Balloch meurt en 1293/1294 et il est inhumé avec son épouse prédécédée dans le prieuré d'Inchmahome

## Postérité
En 1258 Walter épouse Marie, Comtesse de Menteith. Walter devient de ce fait comte de Menteith de jure uxoris. Le couple à deux fils qui assument le nom Menteith et au moins une fille.
- Alexandre, qui lui succède dans le comté[8].
- Sir John de Menteith, connu pour avoir trahi et livré aux anglais William Wallace[8].
- Elena Stewart, qui épouse John Drummond, 8e Thane de Lennox.